# Sokola Rimba
Pour plus de détails, voir Fiche technique et Distribution.
Sokola Rimba est un film indonésien réalisé par Riri Riza, sorti en 2013.

## Synopsis
L'enseignante et anthropologue Butet Manurung par en pays kubu pour enseigner la lecture et le calcul.

## Fiche technique
- Titre : Sokola Rimba
- Réalisation : Riri Riza
- Scénario : Riri Riza d'après l'autobiographie de Butet Manurung
- Musique : Aksan Sjuman
- Photographie : Gunnar Nimpuno
- Montage : W. Ichwan Diardono
- Production : Mira Lesmana
- Société de production : Miles Films
- Pays :  Indonésie
- Genre : Biopic et drame
- Durée : 90 minutes
- Dates de sortie : 
  -  Indonésie : 21 novembre 2013

## Distribution
- Prisia Nasution : Butet Manurung
- Nyungsang Bungo : Bungo
- Rukman Rosadi : Bahar
- Nadhira Suryadi : Andit
- Anggiyatma Tobing : Pembawa Acara
- Nengkabau Sunting

## Distinctions
Le film a été nommé pour neuf prix au Festival du film indonésien et en a remporté deux : meilleur scénario adapté et meilleur enfant acteur pour Nengkabau Sunting.